# نغينان (فخرود)
نغينان (بالفارسية: نگینان) هي مستوطنة تقع في إيران في قسم فخرود الريفي. يقدر عدد سكانها بـ 345 نسمة بحسب إحصاء 2016.